# Hegalathi, Tirthahalli
Hegalathi là một làng thuộc tehsil Tirthahalli, huyện Shimoga, bang Karnataka, Ấn Độ.